# Yuriko Miyazaki
Yuriko (Lily) Miyazaki (Tokio, 11 november 1995) is een tennisspeelster uit het Verenigd Koninkrijk, geboren in Japan. Miyazaki begon met tennis toen zij vijf jaar oud was. Zij speelt rechtshandig en heeft een tweehandige backhand. Zij is actief in het internationale tennis sinds 2013.

## Loopbaan

### Enkelspel
Miyazaki debuteerde in 2013 op het ITF-toernooi van Sharm-el-Sheikh (Egypte). Zij stond in 2014 voor het eerst in een finale, op het ITF-toernooi van Sharm-el-Sheikh (Egypte) – zij verloor van de Russin Anastasija Saitova. In 2019 veroverde Miyazaki haar eerste titel, op het ITF-toernooi van Monastir  (Tunesië), door de Russin Jana Karpovitsj te verslaan. Tot op heden(juli 2024) won zij zeven ITF-titels, de meest recente in 2024 in Croissy-Beaubourg (Frankrijk).
In 2022 kwalificeerde Miyazaki zich voor het eerst voor een WTA-hoofdtoernooi, op het toernooi van Lyon. In Nottingham won zij haar eerste WTA-partij, van de Poolse Magdalena Fręch. Zij ontving een wildcard voor Wimbledon, waar zij haar grandslamdebuut beleefde.
In april 2024 kwam Miyazaki binnen op de top 150 van de wereldranglijst.
Haar hoogste notering op de WTA-ranglijst is de 132e plaats, die zij bereikte in juli 2024.

### Dubbelspel
Miyazaki is in het dubbelspel minder actief dan in het enkelspel. Zij debuteerde in 2013 op het ITF-toernooi van Sharm-el-Sheikh (Egypte), samen met de Indiase Tanisha Rohira. Zij stond in 2017 voor het eerst in een finale, op het ITF-toernooi van Guimarães (Portugal), samen met de Nederlandse Arianne Hartono – hier veroverde zij haar eerste titel, door het duo Maria Masini en Olga Parres Azcoitia te verslaan. Tot op heden(juli 2024) won zij acht ITF-titels, de meest recente in 2023 in Nantes (Frankrijk).
In 2021 speelde Miyazaki voor het eerst op een WTA-hoofdtoernooi, op het toernooi van Cluj-Napoca, samen met de Russin Anastasija Gasanova. In 2022 ontving zij een wildcard voor Wimbledon, samen met de Britse Sarah Beth Grey.

## Persoonlijk
Miyazaki woonde de eerste vijf jaar van haar leven in Japan, en verhuisde toen naar Zwitserland. Op tienjarige leeftijd vestigde zij zich met haar ouders in Londen. Zij volgde middelbaar onderwijs op de Coombe High School in New Malden (Engeland). In de periode 2014–2019 volgde zij verdere opleiding op de Universiteit van Oklahoma, waar zij het bachelordiploma in wiskunde behaalde, gevolgd door een masters in IT-management. Sinds maart 2022 komt zij voor het Verenigd Koninkrijk uit.

## Posities op deWTA-ranglijst
Positie per einde seizoen:
| jaar | rang enkelspel | rang dubbelspel |
| ---- | -------------- | --------------- |
| 2013 | 834            | –               |
| 2014 | 904            | –               |
| 2015 | 1265           | –               |
| 2016 | 1187           | 1207            |
| 2017 | 1159           | 1049            |
|      |                |                 |
| 2019 | 500            | 650             |
| 2020 | 346            | 570             |
| 2021 | 214            | 277             |
| 2022 | 214            | 332             |
| 2023 | 193            | 266             |

## Resultaten grandslamtoernooien
| Legenda | Legenda                          |
| ------- | -------------------------------- |
| g.t.    | geen toernooi gehouden           |
| l.c.    | lagere categorie                 |
| –       | niet deelgenomen                 |
| G       | uitgeschakeld in de groepsfase   |
| 1R      | uitgeschakeld in de eerste ronde |
| 2R      | uitgeschakeld in de tweede ronde |
| 3R      | uitgeschakeld in de derde ronde  |
| 4R      | uitgeschakeld in de vierde ronde |
| KF      | uitgeschakeld in de kwartfinale  |
| HF      | uitgeschakeld in de halve finale |
| F       | de finale verloren               |
| W       | het toernooi gewonnen            |
| w-v     | winst/verlies-balans             |

### Enkelspel
| toernooi        | 2022 | 2023 | 2024 |
| --------------- | ---- | ---- | ---- |
| Australian Open | –    | –    | –    |
| Roland Garros   | –    | –    | –    |
| Wimbledon       | 1R   | –    | 2R   |
| US Open         | –    | 2R   |      |

### Vrouwendubbelspel
| toernooi        | 2022 |    | 2024 |
| --------------- | ---- | -- | ---- |
| Australian Open | –    | –  |      |
| Roland Garros   | –    | –  |      |
| Wimbledon       | 1R   | 2R |      |
| US Open         | –    |    |      |